# Аллілгірчична олія
Алілгірчична олія, або алілізотіоціанат — ефірна гірчична олія.
Отримується дистиляцією води, яка містила розмелене насіння. Олію отримують змоченням порошку насіння гірчиці теплою водою. Від такого змочення фермент мірозині, який міститься в насінні починає діяти на глікозид синігрін, які містяться також в насінні. Глікозид під дією мірозину розпадається на глюкозу, кислий сірчанокислий калій і ефірну олію.
Ефірна олія різко пахне гірчицею і подразнює шкіру. 2%-ний розчин цієї олії в спирті використовують для розтирань при ревматизмі і радикуліті. Йому ж зобов'язані своєю дією гірчичники.
Алілгірчична олія в Україні схвалена до використання в харчових продуктах як харчовий додаток як консервант і антиокислювач.